# Calliades oryx
Calliades oryx is een vlinder uit de familie van de dikkopjes (Hesperiidae). De wetenschappelijke naam van de soort is voor het eerst geldig gepubliceerd in 1862 door Cajetan Freiherr von Felder & Felder.